# El Corronco
El Corronco (o Corrunco) es una montaña de 2543,3 metros de altitud que se encuentra entre los municipios de Pont de Suert (antiguo término de Malpàs) y el Valle de Bohí (antiguo término de Durro), en la comarca de la Alta Ribagorza, provincia de Lérida (Cataluña, España).